# 新海面処分場

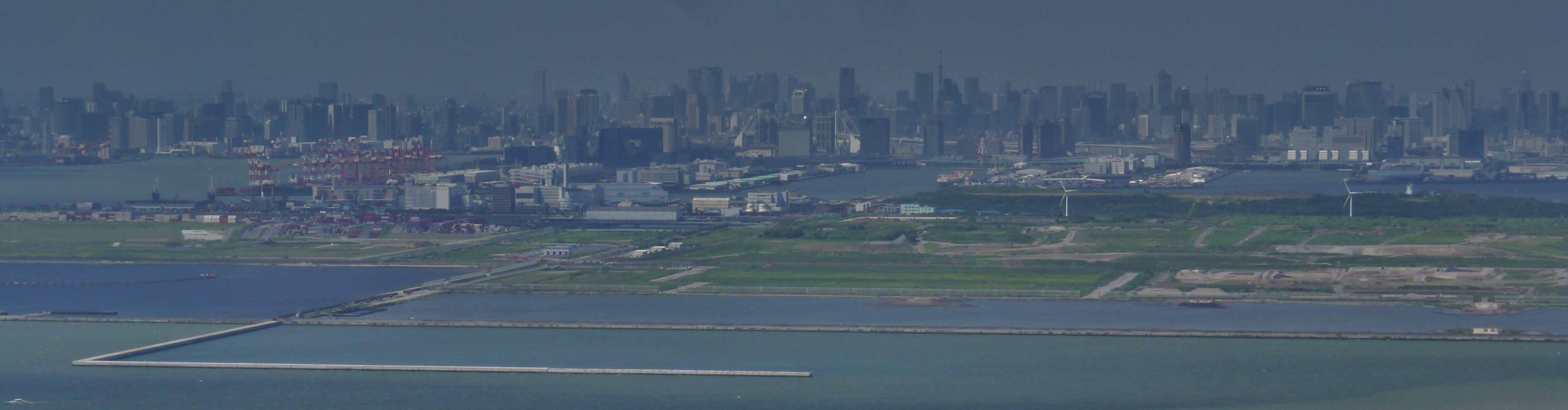
新海面処分場と外側埋立地

新海面処分場（しんかいめんしょぶんじょう）は、東京都の東京湾に所在する中央防波堤埋立地南側で新しく埋立が開始された埋立地で、A・B・C・D・E・F・Gブロックに分けられており、1998年（平成10年）にAブロック、2003年（平成15年）にBブロックの埋立が開始された。東京23区最後の最終処分場でもある。

## 歴史
- 1998年（平成10年）にAブロックの埋立に着手
- 2003年（平成15年）にAブロックの埋立終了。Bブロックの埋立に着手

## 面積
実質、中央防波堤埋立地の拡張として建設される。外側埋立地「その1」「その2」の間の海域がAブロック、「その2」の南側が北から順にB - Eブロック、「その1」の南側にF・Gブロックである。
- 総面積（A - Gブロック）：約480ヘクタール
- A - Eブロック埋立面積（廃棄物）：319ヘクタール
- F - Gブロック埋立面積（浚渫・建設発生土）：161ヘクタール

## 埋立処分場の残余年数
当初は30年程度と言われていた処分場寿命も、廃プラスチックのサーマル・リサイクルや焼却灰のスラグ化などにより、2018年時点での残余年数は概ね50年以上とされている。

## 埋め立てた後の利用
お台場・有明・大井のように埠頭・物流の拠点・公園・ビル街・観光地として整備される構想がある。
ただし、埋め立て完了後の帰属先は現時点で未定である。2019年に隣接する中央防波堤内側・外側埋立地の帰属が確定したが、埋立中の新海面処分場については未確定のままである。